# Constanze Zorn
Constanze Zorn (* 5. Oktober 1962 in Leipzig; † 19. Januar 2024 ebenda) war eine deutsche Malerin, Grafikerin und Buchgestalterin.

## Leben
Als Tochter der Schauspielerin Christina Huth wächst Constanze Zorn mit ihren Halbbruder, dem Maler und Grafiker Andreas Hegewald und ihren beiden Schwestern Valeska Hegewald und Petra von Buuren-Hegewald in Leipzig auf.
Constanze Zorn studierte nach der Ausbildung zur Kunsthandwerklichen Buchbinderin von 1982 bis 1988 an der Hochschule für Grafik und Buchkunst in Leipzig in der Fachklasse Buchgestaltung bei Rolf Felix Müller.
Nach dem Studium arbeitete Zorn von 1988 bis 1993 als Grafikerin an der Oper Leipzig. Ab 1993 war sie freischaffend in Leipzig tätig. Sie war von 1988 bis 1990 im Verband Bildender Künstler Leipzig, ab 1994 im Bund Bildender Künstler Leipzig und ab 1998 Mitglied der GEDOK-Gruppe Leipzig, ebenda ab 2003 als Vorstandsmitglied.
Zorn war ausgewählte Teilnehmerin an der Expo 2008 in Saragossa und 2014 Preisträgerin der Isolde-Hamm-Stiftung Leipzig.
1988 lernte Zorn den Grafiker Gunter Böttger kennen, mit dem sie eine lebenslange Partnerschaft verband und den sie 2018 heiratete. Aus der Beziehung stammen zwei Töchter. Ab 2009 arbeitete das Paar in seinen Ateliers in der ehemaligen Wilhelm Horn Branntwein- und Likörfabrik in der Prellerstraße 54 in Leipzig. 2019 zogen sie mit den Atelierräumen in das Atelierhaus Kunsttanker.

## Ausstellungen (Auswahl)

### Einzelausstellungen
- 1987: Kunstsalon Max Klinger, Leipzig
- 1990: Max-Planck-Institut, München (mit Gunter Böttger)
- 1992: Galerie im Romanushaus, Leipzig (mit Gunter Böttger)
- 1996: Galerie Villa Bösenberg, Leipzig
- 1998: Galerie Süd, Leipzig (mit Gunter Böttger)
- 2003: Ticket-Galerie Nikolaisaal, Potsdam (mit Tamara Ebert)
- 2005: Schloss Breitenfeld, Leipzig
- 2010: Atelier Stubenrauch, Leipzig
- 2013: „GEZEITEN“ MDR Intendanz, Alte Börse, Leipzig (mit Gunter Böttger)
- 2015: Von Eintagsfliegen und blauen Wundern, Galerie ARTAe (mit Gunter Böttger)
- 2018: Scheiterhaufen, Galerie ARTAe Leipzig (mit Priska Streit und Gunter Böttger)
- 2019: into another world, MDR Intendanz, Alte Börse, Leipzig (mit Caroline Kober, Sylvia Perlet-Pfefferkorn)
- 2020: In this world, Galerie ARTAe Leipzig (mit Caroline Kober, Sylvia Perlet-Pfefferkorn)
- 2021: Die kleinen Dinge, Galerie ARTAe Leipzig (mit Caroline Kober und Sylvia Perlet-Pfefferkorn)
- 2022: Ritualisierung, Galerie ARTAe Leipzig (mit Caroline Kober)
- 2023: Wo bin ich?, Galerie ARTAe Leipzig (mit Caroline Kober und Eric Seidel)

### Gruppenausstellungen
- 1998–2014: Mitwirkung bei sämtlichen Ausstellungen der GEDOK Leipzig
- 1995: Galerie Denkmalschmiede Höfgen, Kaditzsch
- 2002: 21 x 21, BBKL Giesen
- 2002: Handzeichnung – Kleinplastik, BBKL Leipzig
- 2003: Oper Leipzig, BBKL
- 2005: Grafikwettbewerb „LiteraGraf“, Leipzig
- 2005: Leipziger Buchmesse, Haus des Buches
- 2005: BBK-Galerie, Mainz
- 2007: MDR Intendanz, Alte Börse, Leipzig
- 2009: EXPO Zaragoza, Spanien
- 2009: Richard Wagner Episode X: Neuer Sächsischer Kunstverein Dresden, Stadtgeschichtliches Museum Leipzig, Neue Sächsische Galerie Chemnitz (mit Katalog)
- 2011: „LUFT-DRUCK“ 31. Leipziger Grafikbörse im Kunstverein Coburg und Borken, Leipzig und danach im Sächsischen Landtag Dresden (mit Katalog)
- 2011: Das verborgene Museum, Berlin
- 2012: 40 Jahre Leipziger Grafikbörse (mit Katalog)
- 2012: 32. Leipziger Grafikbörse, Leipzig (mit Katalog)
- 2012: Galerie für zeitgenössische Kunst, Leipzig
- 2012: „forseasong“. Kunsthalle Kühlungsborn
- 2013: KKK Kunstkaufhaus, Puttbus, Insel Rügen
- 2014: „Im Dialog mit Literatur / ...“ 33. Leipziger Grafikbörse, Leipzig (mit Katalog)
- 2016: Kunst und Textwerk Galerie München
- 2016: 34. Leipziger Grafikbörse, Leipzig (mit Katalog)
- 2016: Plagwitzer Kunstsymposium (mit Katalog)
- 2017: 24. Leipziger Jahresausstellung, de.stabil (mit Katalog)
- 2018: 35. Leipziger Grafikbörse, PARADOX (mit Katalog)
- 2018: GEDOK Leipzig, Aufschlagen, das Buch als Kunstobjekt (mit Katalog)
- 2020: Voilá, 30 Jahre Bund Bildender Künstler Leipzig e. V. Jubiläumsausstellung

## Publikationen
- Dem Grau Ehre. Gedichte Selbstverlag, 2010.
- Das Nest. Erzählung. Selbstverlag, 2007.
- Die klingenden Farben. Erzählung. Selbstverlag, 2004.